# Telfa

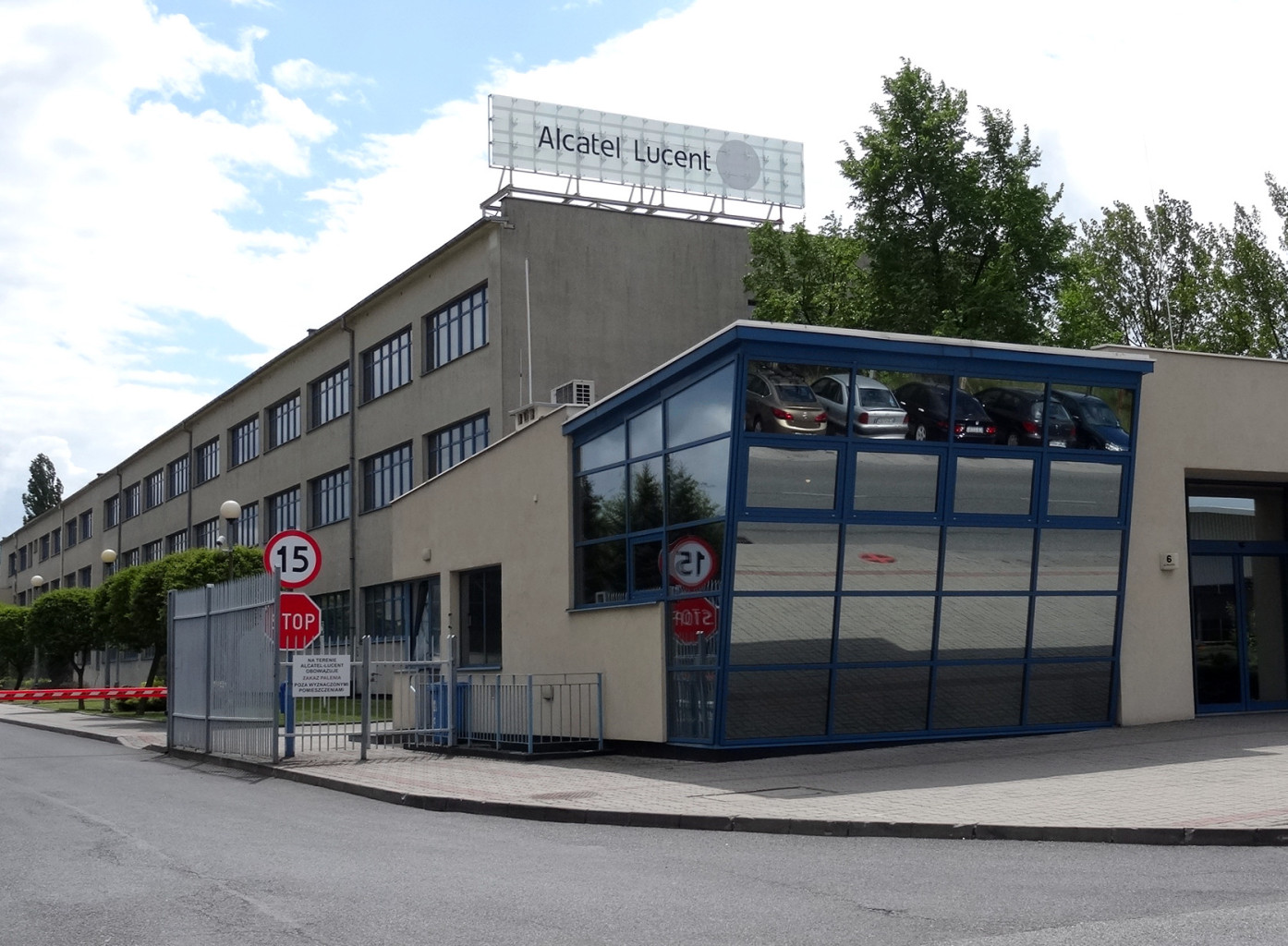
Siedziba przy ul. Pilickiej w Bydgoszczy

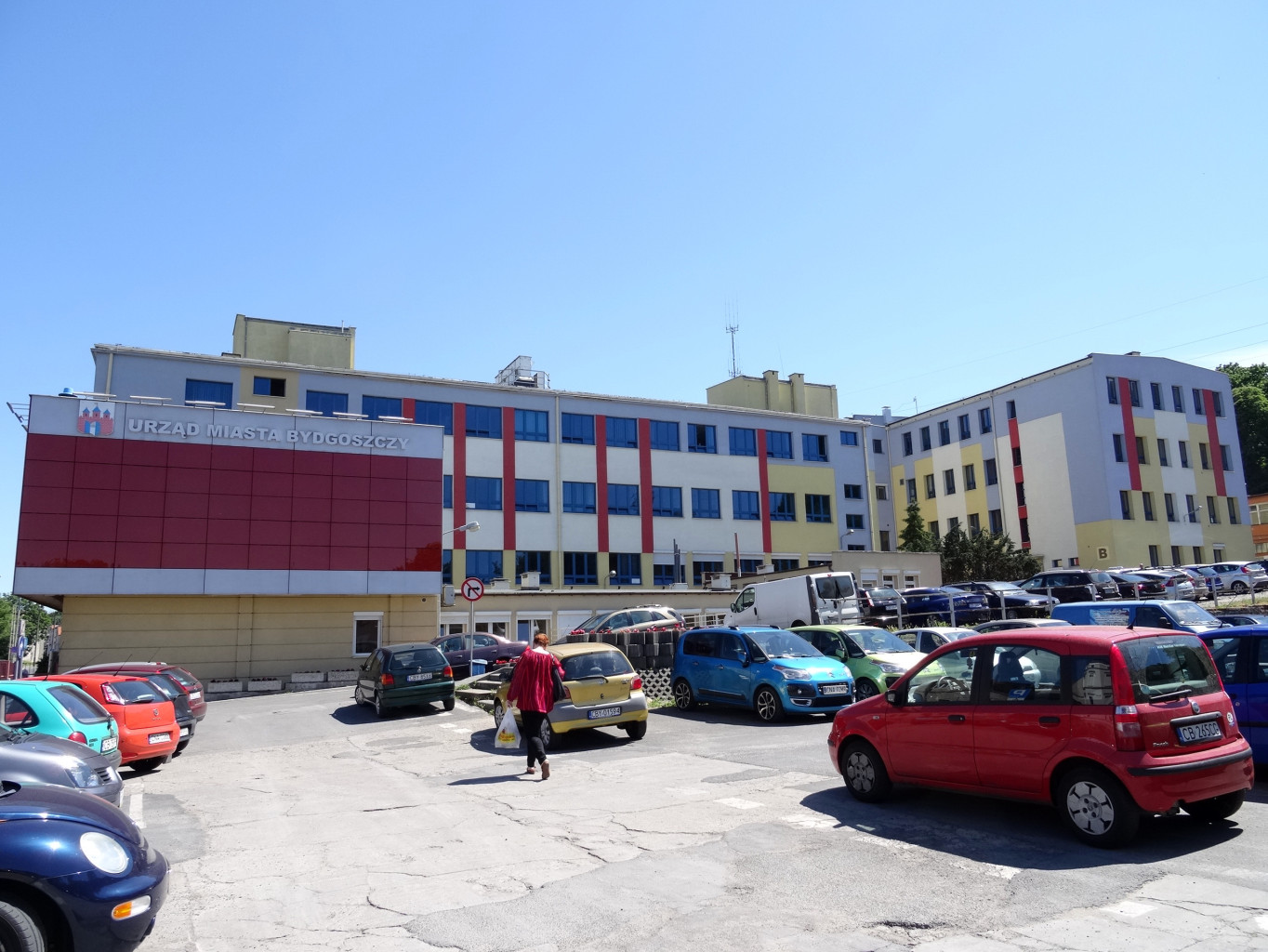
Dawna siedziba „Telfy” przy ul. Grudziądzkiej (1947–2000), obecnie mieści wydziały Urzędu Miasta Bydgoszczy

Telfa (Nokia) – przedsiębiorstwo w Bydgoszczy założone w roku 1927, jedna z najstarszych istniejących fabryk branży teletechnicznej w Polsce. W latach PRL Zakłady Teleelektroniczne Telkom-Telfa, od roku 1992 w składzie koncernu AT&T, a później w wyniku przekształceń korporacji zakład Lucent Technologies, od roku 2006 Alcatel-Lucent, a od roku 2016 – Nokia. Częścią przedsiębiorstwa jest Centrum Badawczo-Rozwojowe, będące częścią Bell Labs, jednej z najbardziej znanych organizacji naukowych na świecie.

## Charakterystyka
Zakład wchodzi w skład korporacji Nokia, która jest producentem rozwiązań telekomunikacyjnych. W Bydgoszczy zatrudnia około 800 pracowników. W roku 2015 zakład (w składzie Alcatel-Lucent) posiadał oddziały:
- Centrum Badawczo-Rozwojowe, będące częścią Bell Labs, zatrudniające około 200 pracowników; jego specjalnością są rozwiązania telekomunikacyjne służące do obsługi multimediów, zarządzania abonentami, centra SMS oraz systemy powiadamiania kryzysowego;
- Globalne Centrum Zarządzania Siecią (Global Network Operation Center) – zajmuje się zdalną obsługą powierzonej przez klientów infrastruktury sieciowej;
- Globalne Centrum Projektowania i Integracji (Global Network Engineering & Integration Center) – tworzy bazy danych na potrzeby systemów telekomunikacyjnych, integruje systemy teleinformatyczne na kilku kontynentach: od Ameryki Północnej, przez Europę, aż po Afrykę i Azję;
- Dział Technicznego Wsparcia Klienta – świadczy usługi dla operatorów telekomunikacyjnych w ramach wirtualnych międzynarodowych zespołów, mając zdalny dostęp do laboratoriów zlokalizowanych na świecie;
- Centrum Przemysłowe (Industrial Competence Center – ICC) – zajmuje się integracją i testowaniem systemów telekomunikacyjnych, produkowanych pod konkretne zamówienia.

Zakład zajmuje się utrzymaniem i rozwojem sieci opartych m.in. na transmisji optycznej, dostępie szerokopasmowym, teleinformatycznych sieci inteligentnych, czy też poczty głosowej.

## Historia

### Okres międzywojenny
Początki zakładu sięgają 1 października 1927, kiedy Stanisław Krzemień oraz Zofia i Armand Paszkę założyli w Bydgoszczy przy ul. Chrobrego 12 (później 21) Warsztaty Precyzyjno-Mechaniczne i Optyczne. Stanisław Krzymień był mistrzem mechaniki precyzyjnej. Doświadczenie zawodowe nabył m.in. w niemieckich przedsiębiorstwach jak: Carl Zeiss Jena, Goerz-Berlin, Otto Tropfer, czy Askania Werle. Rozwój przedsiębiorstwa odbywał się w kontekście gwałtownego rozwoju przemysłu teletechnicznego w Polsce, związanego z postępem elektryfikacji i telefonizacji kraju.
Kapitał zakładowy spółki był w całości pochodzenia krajowego, co odróżniało przedsiębiorstwo od innych przedsiębiorstw teletechnicznych w Polsce, które zakładano jako filie zagraniczne. W latach 1935–1939 rozbudowano halę produkcyjną, w której na jednej zmianie mogło pracować ok. 60 robotników. Park maszynowy nabyto w Niemczech i stale unowocześniano. Materiały: celuloid, gumolit, ebonit, izolatory porcelanowe sprowadzano z Niemiec, a później z polskich nowo uruchamianych zakładów.
Początkowo warsztaty podejmowały się napraw oraz renowacji aparatów precyzyjno-mechanicznych i optycznych. Z czasem zakres usług pogrupowano w kilka działów:
- melioracyjny – naprawy aparatów niwelacyjnych, teodolitów, dostawa przyborów mierniczych i rysowniczych;
- niwelacyjny – naprawy przyborów geodezyjnych, kompasów, sekstantów, oktantów itp.;
- optyczny – reperacja teleskopów, lup, lornetek oraz kątomierzy;
- medyczny – naprawa sprzętu chirurgicznego oraz mikroskopów lekarskich;
- biurowy – naprawy maszyn do pisania;
- telekomunikacyjny – naprawy aparatów telefonicznych i telegraficznych.

W 1930 najczęściej wykonywano naprawy przyrządów mierniczych, zlecanych przez wojsko, kolej oraz dyrekcje Lasów Państwowych z Bydgoszczy i Torunia. Profil działalności przedsiębiorstwa oprócz usług obejmował również produkcję części zamiennych do grzejników oraz sprzętu teletechnicznego, głównie dla Poczty Polskiej, kolejnictwa i przedsiębiorstw zagranicznych, np. Ericsson. Poza Państwowymi Zakładami Tele- i Radiotechnicznymi w Warszawie, jedynie bydgoskie warsztaty były gotowe wykonywać większe partie części zamiennych dla telefonii i telegrafu. W 1929 rozpoczęto produkcję podzespołów do ręcznych central oraz łącznic telefonicznych. Podjęto wówczas współpracę m.in. z bydgoskim Kablem Polskim, Fabryką Sygnałów C. Fiebrandta, Ministerstwem Poczt i Telegrafów oraz Wytwórnią Telefonów i Sygnałów Kolejowych Telsyg z Katowic, która pośredniczyła w sprzedaży wyrobów przedsiębiorstwa dla dyrekcji poczt Polski południowej i centralnej.
W asortymencie produkcji dominowały części zamienne do urządzeń telekomunikacyjnych, a od 1935 rozpoczęto produkcję kompletnych łącznic telefonicznych do 100 numerów oraz aparatów telegraficznych systemu Morse’a. Podzespoły z zakładu znalazły zastosowanie m.in. przy instalacji telegrafii kablowej Warszawa-Katowice-Kraków (1936).
Już w 1928 roku 80% ogólnego obrotu osiągnięto z produkcji części do telefonów i telegrafów. W 1930 roku 63% wartości sprzedaży przypadało na łącznice telefoniczne, 32% na części telefoniczne, a 5% na części do telegrafów.
W 1936 przedsiębiorstwo otrzymało dwa złote medale za wysoką jakość i estetykę gniazdek i przełączników przechylnych na Wystawie Metalowo-Elektrotechnicznej w Warszawie. W 1939 zatrudnienie w zakładzie wynosiło 45 osób.

### Okres okupacji niemieckiej
W czasie okupacji hitlerowskiej przedsiębiorstwo zostało przejęte przez Niemców. W 1943 zostało włączone do firmy Helmut Kühnke. Profil produkcji pozostał bez zmian.

### Okres PRL

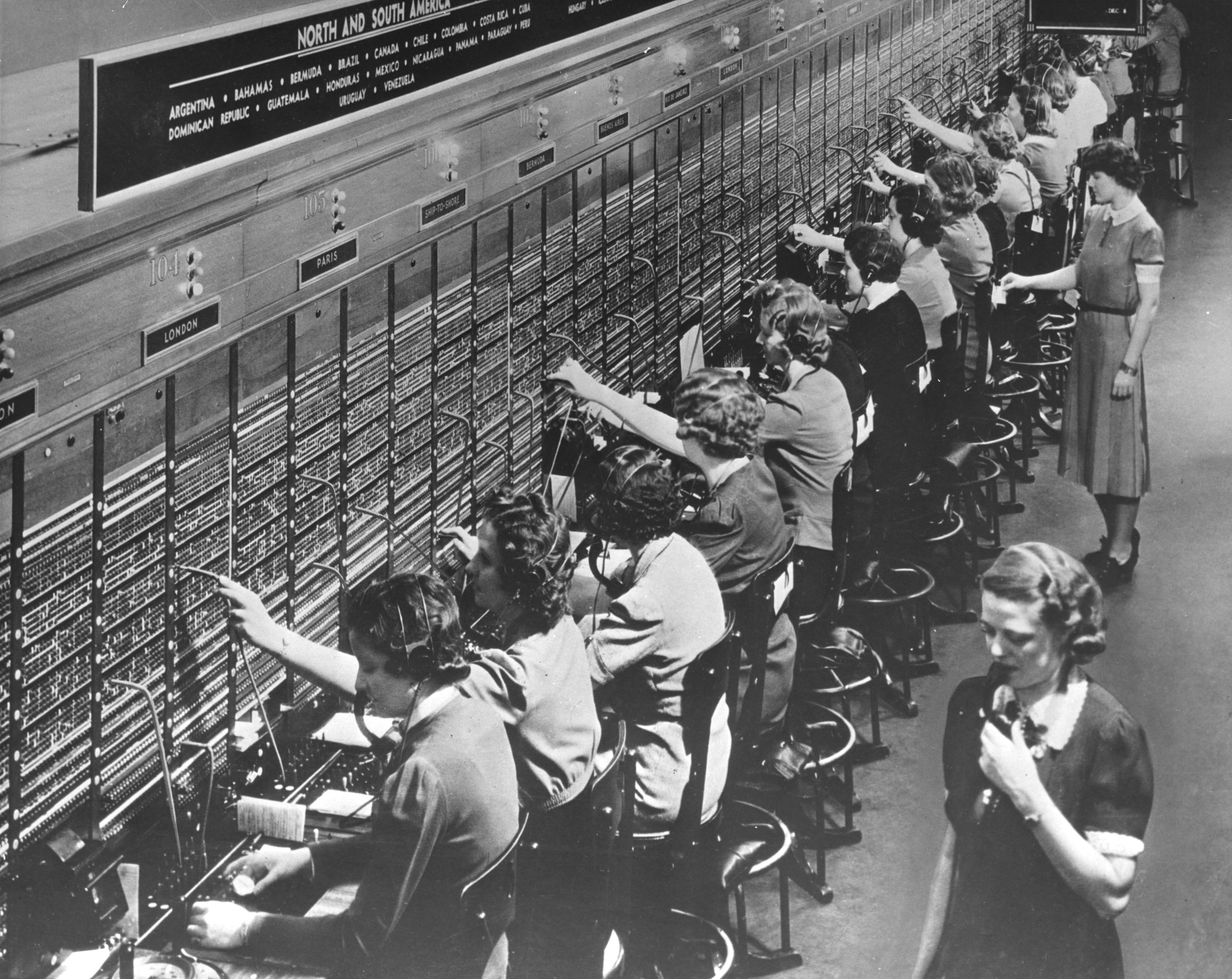
Ręczne centrale telefoniczne produkowane od lat 30. XX w.

Po II wojnie światowej zakład przeszedł pod zarząd państwowy. W 1947 przeniesiono go z ul. Chrobrego na ul. Grudziadzką 9-11, a 28 listopada 1949 upaństwowiono. Na początku 1948 zatrudnienie w przedsiębiorstwie wynosiło 194 osób, a w 1954 roku – 620 osób, w tym 220 kobiet. W latach 50. zakład przeszedł pod nadzór Zjednoczenia Przemysłu Elektronicznego i Teletechnicznego, co wiązało się ze zmianą nazwy zakładu na „Telfa”, a od 1971 „Telkom-Telfa”, po wyodrębnieniu się Zjednoczenia Przemysłu Teleelektronicznego Telkom.
Do 1960 stare zabudowania zastąpiono nowymi obiektami biurowymi i produkcyjnymi. Liczba pracowników wzrosła z 653 w 1951 do 1719 w 1972 r., a wartość produkcji w tym okresie zwiększyła się 16-krotnie. Postępu w latach 1960–1975 dokonano modernizując jedynie park maszynowy, nie rozbudowując hal produkcyjnych.
Do 1955 produkowano głównie ręczne łącznice telefoniczne. Później asortyment poszerzono m.in. o łącznice automatyczne (abonenckie, dyspozytorskie, sygnalizacyjne, alarmowe), urządzenia sygnalizacji pożaru i przeciwwłamaniowe, sygnalizacji górniczej, przemysłowe urządzenia dyspozytorskie, przekaźniki, prostowniki itp. W 1959 przystąpiono do opracowania projektu technicznego międzymiastowej centrali telefonicznej bezszumowej, lecz nie udało się wdrożyć produkcji seryjnej. U schyłku lat 60. we współpracy z Instytutem Chemii UMK w Toruniu opatentowano technologię stosowania powłok antykorozyjnych dla złączy teletechnicznych.
W 1970 produkowano 70 jednostek asortymentowych w różnych odmianach. Zakład był czołowym wytwórcą podzespołów telekomunikacyjnych i jedynym producentem urządzeń dyspozytorskich w Polsce. Załogę zasilali absolwenci otwartego w 1961 Wydziału Telekomunikacji Wyższej Szkoły Inżynierskiej. W 1973 w Mroczy powstał zamiejscowy wydział przetwórstwa tworzyw sztucznych termoutwardzalnych, który otrzymał wyeksploatowane maszyny z Radomskiej Wytwórni Aparatów Telefonicznych. Rozwijano też infrastrukturę pozaprodukcyjną: przychodnię, klub, ośrodek wypoczynkowy w Przyjezierzu.
Produkcja zakładu z reguły miała charakter jednostkowy i niepowtarzalny, gdyż była wykonywana pod konkretne zamówienia. Presja wykonania odgórnie wyznaczonego planu sprawiała, że opracowane projekty, bez badań laboratoryjnych, natychmiast wdrażano do produkcji. Fazę testów i badań technicznych pomijano, a produkty sprawdzano u klienta.
Od 1967 roku rozwijano eksport wyrobów, głównie do krajów socjalistycznych, a podzespołów także do 20 innych państw z Europy, Azji i Afryki. W latach 70. Telkom-Telfa należała do najszybciej rozwijających się zakładów przemysłowych w Bydgoszczy, ze względu na zwiększającą się co roku kilkukrotnie sprzedaż eksportową do ZSRR. Stało się to podstawą do rozbudowy zakładu, rozpoczętej w 1973 r. 31 marca 1976 w dzielnicy Brdyujście w sąsiedztwie Zakładów Rowerowych Romet otwarto nowe obiekty produkcyjne dla działów: mechanicznego i galwanizacyjnego. Powierzchnia użytkowa przedsiębiorstwa wzrosła dwukrotnie. Do 1980 zatrudnienie wzrosło do 2500 osób. Nowi pracownicy rekrutowali się m.in. spośród mieszkańców nowo wznoszonej dzielnicy Fordon. W latach 1971–1979 nastąpił 4,5-krotny wzrost produkcji globalnej i 20-krotny eksportowej.
18 sierpnia 1980 w południe załoga Telfy jako pierwsza z bydgoskich fabryk rozpoczęła strajk w ramach wydarzeń z sierpnia 1980 roku. Większość strajkujących stanowili pracownicy wydziału obróbki mechanicznej oraz galwanizerni. Postulaty strajkujących wzorem Wybrzeża obejmowały poprawę zaopatrzenia w wyroby mięsne, zrównanie zasiłków rodzinnych z otrzymywanymi przez wojsko i milicję, utworzenie wolnych związków zawodowych i zniesienie cenzury. W chwili rozpoczynania pracy przez drugą zmianę do zakładu przyjechał prezydent Bydgoszczy Wincenty Domisz. Po złożeniu przez niego szeregu obietnic tego samego dnia strajk został zakończony.
Wytwarzano urządzenia dyspozytorskie i głośnomówiące, centralki sygnalizacji pożaru, liczne podzespoły dla teletechniki i automatyki. Zakład nie pozyskał licencji zagranicznych, lecz bazował na własnej myśli technicznej, czemu służyła współpraca z jednostkami naukowymi: Akademią Techniczno-Rolniczą w Bydgoszczy, Politechniką Warszawską, Politechniką Gdańską, Instytutem Łączności w Warszawie, Uniwersytetem Mikołaja Kopernika w Toruniu, Instytutem Mechaniki Precyzyjnej w Warszawie, Instytutem Spawalnictwa w Gliwicach i Przedsiębiorstwem Doświadczalnym Pras Automatycznych i Tłoczników w Warszawie.
W latach 80. XX wieku udział eksportu wynosił 60% produkcji sprzedanej, a zakład należał do przodujących eksporterów województwa bydgoskiego. Na targach i wystawach zdobyto 7 złotych medali, m.in. za aparaturę przeciwpożarową oraz automatyczną telefoniczną centralę wiejską.

### Okres po 1989
W okresie transformacji ustrojowej po 1989 gwałtownie załamał się eksport wyrobów „Telfy” do ZSRR, co groziło upadkiem ekonomicznym przedsiębiorstwa. W tej sytuacji Komitet Ekonomiczny Rady Ministrów wytypował zakład wśród 4 innych do prywatyzacji bezpośredniej. 16 listopada 1992 amerykański koncern AT&T uchodzący za jednego ze światowych liderów telekomunikacji zakupił 80% akcji bydgoskiej Telfy, tworząc przyczółek do ekspansji na całą Europę Środkową i Wschodnią. Rozpoczęto gruntowną modernizację zakładu, przeznaczając 70 mln dolarów m.in. na utworzenie nowoczesnego komputerowego laboratorium, połączonego z pracowniami badawczymi koncernu w Hilversum i z Bell Laboratories w USA. Koncern zachował dotychczasowy dorobek przedsiębiorstwa oraz pozyskał nową kadrę z Wydziału Telekomunikacji ATR. Centrala AT&T w Bydgoszczy otworzyła filie w innych miastach Polski (Warszawa, Szczecin, Gdańsk).
Zakład przestawił się na działalność usługowo-produkcyjną oferując usługi budowy sieci, szkolenie i serwis oraz rozwinął działalność innowacyjną w zakresie budowy elektronicznych, cyfrowych central telefonicznych oraz systemów sygnalizacji pożarowej. W latach 90. rozwinięto dział oprogramowania, który przejmował stopniowo część zadań, które do tej pory były realizowane przez Laboratorium Bella.
W 1995 koncern podzielił się na trzy samodzielne jednostki: AT&T zajmująca się dostarczaniem usług telekomunikacyjnych, głównie na rynku amerykańskim, Lucent Technologies oferujący systemy i technologie telekomunikacyjne (w tym Laboratoria Bella) i NCR Corporation oferujące systemy i urządzenia komputerowe dla przedsiębiorstw. Bydgoska fabryka weszła w skład Lucent Technologies, przy czym status Bell Labs utrzymał dział rozwoju oprogramowania dla central 5ESS, mający swą siedzibę przy ul. Grudziądzkiej. W 1997 w przedsiębiorstwie zatrudnionych było 1183 osób. Przy ul. Pilickiej prowadzono działalność produkcyjną na rynek krajowy i eksport do innych fabryk LT na świecie (sprzęt telekomunikacyjny, w tym centrale systemu 5ESS, okablowanie, części metalowe i plastikowe do systemów telekomunikacyjnych). Inwestycje dotyczyły wymiany parku maszynowego oraz linii montażu i testowania central 5ESS. W 1996 otrzymano certyfikaty jakości ISO 9002 i ISO 9001, a w 1998 roku – ISO 14001. Laboratorium Bella w Bydgoszczy zajmowało się oprogramowaniem central 5ESS dla całego świata. W 2001 roku zbyto na rzecz miasta Bydgoszczy budynki w centrum miasta przy ul. Grudziądzkiej, koncentrując działalność w obiektach przy ul. Pilickiej.
W 2006 w wyniku fuzji Alcatela oraz Lucent Technologies powstała spółka globalna Alcatel-Lucent z siedzibą w Paryżu. W 2007 utworzono spółkę Alcatel Lucent Polska z siedzibą w Warszawie i filią w Bydgoszczy. W 2010 przedsiębiorstwo zatrudniło 100 inżynierów w Bydgoszczy w związku z rozbudową Globalnego Centrum Zarządzania Sieciami. W tym czasie zatrudnienie wynosiło 700 osób, w tym 180 osób w centrum specjalizującym się w tworzeniu oprogramowania telekomunikacyjnego.
W styczniu 2016 Alcatel-Lucent połączył się z fińską Nokią, która stała się nowym właścicielem zakładu. Koncern zatrudnia na całym świecie 104 tys. pracowników i ma 35% udział w globalnym rynku sprzętu i usług świadczonych operatorom telekomunikacyjnym.

### Nazwy
- 1927–1931 – Warsztaty Precyzyjno-Mechaniczne i Optyczne
- 1931–1939 – Zakłady i Warsztaty Precyzyjno-Mechaniczne i Optyczne Krzymień i Paszkę
- 1939–1943 – Zakłady i Warsztaty Precyzyjno-Mechaniczne i Optyczne pod powierniczym zarządem niemieckim
- 1943–1945 – filia zakładu Helmut Kühnke A.G.
- 1945–1948 – Zakłady i Warsztaty Precyzyjno-Mechaniczne i Optyczne pod zarządem państwowym
- 1948–1950 – Fabryka Central Telefonicznych[12]
- 1950–1959 – Zakłady Wytwórcze Sprzętu Teletechnicznego (zakład T-8 w Bydgoszczy)
- 1959–1974 – Zakłady Wytwórcze Sprzętu Teletechnicznego Telfa
- 1974–1982 – Zakłady Teleelektroniczne Telkom-Telfa w Bydgoszczy
- 1982–1992 – Zakłady Teleelektroniczne Telfa w Bydgoszczy
- 1992–1995 – AT&T Telfa S.A.
- 1995–2006 – Lucent Technologies Network Systems Poland S.A.
- 2006–2016 – Alcatel-Lucent Polska Sp. z o.o.
- od 2016 – Nokia